# Marina de Cudeyo
Marina de Cudeyo est une ville espagnole de Cantabrie située au sud de la baie de Santander.